# Киевское дворянское собрание
Киевское дворянское собрание — утраченное историческое здание в Киеве, построенное в 1851 году по проекту А. В. Беретти и разрушенное в 1976 году. А также официально существовавшая с 1795 г. до 1917 г. монархическая организация, которая дала название этому сооружению.

Данное здание видно справа. Фото 1975-го года.

## История
- В 1851 г. — построено каменное трехэтажное сооружение в стиле позднего классицизма помещиком Маврикием Понятовским по проекту А. В. Беретти. Газета «Киевские епархиальные ведомости» опубликовала:

«Дом этот представлял собой в середине XIX в. наглухо забитую безлюдную постройку. Как это вышло? Дом строил польский магнат Понятовский. Этому вельможе какой-то ксёндз навеял, что с завершением постройки он умрет. Перепуганный вельможа прекратил сооружение своего дворца, забил окна и двери и дом превратил в такое легендарное здание. В конце 1850-х годов с этого дома сняли темную легенду, оживили его, открыли окна и двери. Тут была устроена художественная выставка».

 Первый этаж здания сдавался разным пользователям, в том числе и под магазины.
- В 1861 г. — это здание было продано польским магнатом Ламбертом Понятовским Киевскому губернскому дворянству (за очень солидную сумму)[2]. Находилось оно на территории усадьбы площадью 703 кв. саженей (около 1500 м²). Одной стороной усадьба выходила на Крещатик, а другой — на Крещатицкую площадь. На этом участке Беретти-сын построил здание дворянского собрания. На гравюрах середины XIX в. в районе Думской площади были два первых каменных здания центра современного Киева — Институт благородных девиц построенный по проекту В. И. Беретти (отца) и Дворянское собрание — проект А. В. Беретти (сына). Киевское дворянское собрание было шефом Киевского дворянского училища. Бюджет губернского дворянского собрания формировался из средств самих дворян. Государство в этом участия не принимало. Тем не менее, дворянское собрание для городских нужд возводило и содержало «на свой кошт» учебные заведения, общественные здания, храмы, дворцы, доходные дома, личные особняки, создавало различные комитеты и иные частные благотворительные организации.
- В 1865 г. в здании Дворянского собрания начиналась Публичная библиотека Киева (современное название «Национальная парламентская библиотека Украины»)[3]. Из переписки киевского губернатора генерал-майора Н. Г. Казнакова к губернскому предводителю дворянства А. А. Горвату (3 сентября 1864 г.):

«На почтеннейшее письмо Вашего Превосходительства имею честь ответить, что для меня всегда будет лестно и весьма приятно содействовать всеми зависящими от меня средствами исполнению всех полезных для сего края предначертаний, знаменующих управление Вашего Превосходительства. Спешу уведомить, что для помещения в Киеве Публичной Библиотеки, по мнению моему, казались бы самыми удобными в здании Дворянского дома три комнаты, из коих две крайние по Крещатикской улице, соединяющиеся между собой, каждая длиной в 12, шириной в 9 аршин, с особыми входами с улицы и третья смежная с ними же комната длиною в 12, шириной в 4,5 аршина (1 аршин — 0,7 м — В. К.). Если бы впоследствии с расширением Библиотеки понадобилось большее помещение, то можно будет добавить четвертую комнату со двора, длиной в 13, шириной в 12 аршин. Угольные же две комнаты, занимаемые под магазины, неудобны потому, что их только две и размером они гораздо меньше первых. В начале января 1865 г. означенные три комнаты я постараюсь на свой счёт очистить, полы, двери, окна покрасить и стены оклеить обоями, а также обязываюсь поставить 11/2 сажени дров на отопление Библиотеки».
- В 1888 г. «Дом Дворянского Собрания» значится под номером 42 на Старокиевском участке[4] (участками назывались нынешние районы).
- После 1917 г. — в нём размещалась военная комендатура, типография, различные учреждения, офисы около двух десятков коммерческих организаций. Архив Киевского дворянского собрания вынужденно некоторое время хранился в семье Порай-Кошиц, который конфисковал НКВД.
- До 1976 г. — здание Киевского дворянского собрания было сооружено возле старинной местности Козье болото (на перекрёстке), где нынешняя площадь Независимости (Украина). До эпохи СССР (УССР) — имело название «Думская площадь». Данную площадь пересекала улица Октябрьской Революции (улица Институтская), и пересекала древний Крещатик. В период УССР это сооружение находилось по адресу — площадь Октябрьской Революции № 2/18. И его эксплуатировали как культурно-просветительское учреждение Дом учителя с 1934 г., учреждённого в 1922 г. как «Дом работников просвещения». При нём работал народный университет педагогических знаний, проводились научно-педагогические семинары и конференции. И действовали художественные коллективы самодеятельности, народный вокальный ансамбль «Виктория», народный хор ветеранов педагогического труда (дипломанты всесоюзных и республиканских фестивалей) и хоровая капелла учителей, самодеятельный театр, танцевальный коллектив школьников, различные студии.
- В 1976 г. — здание Киевского дворянского собрания было разрушено с целью строительства Дома профсоюзов «УкрСовПроф». И в 1978 г. было сооружено новое здание по проекту архитектора А. И. Малиновского и др.[5].
- 24 декабря 1991 г. — возрождение Киевского дворянского собрания началось во второй половине 1990 г., когда в московских газетах стали появляться сообщения о создании Союза потомков российского дворянства в РСФСР. Тон этих публикаций повсеместно был насмешливым, ироничным и даже издевательским по поводу «экзотического» события периода распада СССР. А на Украине высказывались предположения как о пятой колонне России. Но через год доктор медицинских наук, потомственный дворянин Юрий Николаевич Квитницкий-Рыжов начал собирать вокруг себя в г. Киеве дворян-неофитов, потомков известных и не очень известных дворянских родов. Они собрались и создали организационный комитет для воссоздания Киевского Дворянского Собрания (КДС). Это были люди сохранившие дворянское самосознание, веру предков в условиях террора, репрессий, дискриминации и эмиграции.
- 28 сентября 1992 г. — в соответствии законов Украины зарегистрировано Киевское Дворянское Собрание (свидетельство № 1070120000020502 от 28.09.1992 г.), и начало свою официальную деятельность как Общественная организация Киева[6] укр. Київське Дворянське Зібрання. Учредителем новой общественной организации выступило Республиканское Общество охраны памятников истории и культуры. Возрождению его официальной деятельности способствовали некоторые представители белой эмиграции из Югославии. У Киевского дворянского собрания нет отдельного помещения, в котором они могли бы собираться. Периодически (1-2 раза в год) арендуются разные помещения для собраний. На Украине, в Киевском дворянском собрании состоят: 67 действительных дворян, потомков по мужской линии родословной; 39 потомков, которым титул достался по женской линии (ассоциированные дворяне) и 61 человек (члены-корреспонденты), которые знают о своем дворянстве, но не имеют достаточных документированных подтверждений. Всего, в Киевском дворянском собрании состоит активных 167 человек (в период основания было около 500 представителей фамилий). На Украине проследить своё генеалогическое древо бывает сложно. Ведь в СССР с 1935 по 1952 гг. многие документы организованно уничтожались политическим режимом КПСС. Некоторым не хватает финансов, чтобы составить представление о своей родословной: корни могут уходить одновременно на Украину, в Белоруссию, Россию, Польшу, Литву и т. д.. Около 70 % дворян Украины — это некогда очень богатые люди, которые были разорены после Октябрьского государственного переворота 1917 г. и репрессий. Сейчас большинство из них, бывшие некогда элитой государства, живёт на пенсию. В Киеве насчитывалось до 1917 г. около 20 000 дворян. К концу XIX века в Киевской губернии насчитывалось 397 048 потомственных и 21 481 — личных дворян[7][8][9]. До сих пор существует недвижимость принадлежавшая Киевскому дворянскому собранию: здания Киевского института благородных девиц, Кадетского корпуса, Дворянского земельного банка, детской больницы построенной бароном Штейнгелем, больничные корпуса Покровского монастыря, Коллегия Павла Галагана, другие общественные и частные здания.

## Губернские предводители дворянства
| Ф. И. О.                        | Титул, чин, звание               | Время замещения должности |
| ------------------------------- | -------------------------------- | ------------------------- |
| Закревский Григорий Иосифович   | коллежский советник              | 1781—1784                 |
| Капнист Василий Васильевич      | гвардии подпоручик               | 1784—1787                 |
| Иваненко Иван Михайлович        | поручик                          | 1787—1790                 |
| Тарковский Степан Яковлевич     | коллежский асессор               | 1790—1793                 |
| Иваненко Моисей Михайлович      | поручик                          | 1793—1796                 |
| Козловский Тимофей Лукьянович   | тайный советник                  | 1796—1808                 |
| Ржицский Адам Станиславович     | граф, тайный советник            | 1808—1811                 |
| Потоцкий Франц-Пётр Осипович    | граф                             | 1811—1818                 |
| Моржкевский Станислав Францевич |                                  | 1818—1820                 |
| Рощишивский Василий Казимирович |                                  | 1820—1821                 |
| Олизар Густав Филиппович        | граф                             | 1821—1825                 |
| Шимановский Иосиф Демьянович    |                                  | 16.03.1825—06.09.1826     |
| Тышкевич Генрих Юрьевич         | граф, тайный советник, камергер  | 06.09.1826—26.05.1854     |
| Мадейский Леонард Людвикович    | действительный статский советник | 26.05.1854—26.07.1857     |
| Ярошинский Октавиан Францевич   | статский советник                | 26.07.1857—08.07.1860     |
| Горват Александр Александрович  | статский советник                | 08.07.1860—09.07.1866     |
| Селецкий Пётр Димитриевич       | действительный статский советник | 09.07.1866—17.03.1880     |
| Репнин Николай Васильевич       | князь, гофмейстер                | 12.09.1880—19.08.1909     |
| Куракин Михаил Анатольевич      | князь, коллежский асессор        | 19.08.1909—30.01.1912     |
| Безак Фёдор Николаевич          | отставной гвардии полковник      | 30.01.1912—1917           |